# Cabane sous la neige
Cabane sous la neige (en allemand : Verschneite Hütte) est une peinture de Caspar David Friedrich réalisée en 1827. En 1960, elle a été exposée à la Nationalgalerie de Berlin et est actuellement exposée dans le bâtiment rénové de la Alte Nationalgalerie de l'île aux Musées.

## Description et interprétation
Le tableau montre une cabane recouverte de neige devant des saules des vanniers et des broussailles. 
Avec sa porte sortie de ses gonds, la cabane donne l'impression d'être abandonnée. La forme est triangulaire, symétrique au centre de l'image ; le refuge est intégré dans l'environnement, surélevé ou sur un tertre; l'entrée sombre n'est pas obstruée.
Cette cabane abandonnée ne remplit plus sa fonction de refuge pour le berger. Elle n'est pas un élément secondaire mais le sujet principal de la composition. Intégrée dans son environnement, elle peut être considérée dans son caractère éphémère comme faisant partie de la nature qui a fourni les matériaux nécessaires à sa construction. En réduisant sa composition à peu de couleurs et peu de formes, Friedrich a créé une parabole de l'éphémère, de la solitude et de la mort. La construction artificielle créée par l'homme est inanimée, contrairement aux pâturages en arrière-plan qui vont reverdir au printemps.
Caspar David a peint à cette époque plusieurs paysages d'hiver de petit format, dans lesquels sont représentés au premier plan des motifs insignifiants qui renforcent leur caractère symbolique. Une cabane similaire est aussi représentée dans la peinture Ruines dans le crépuscule de 1831. Dans la revue littéraire de Leipzig Blätter für literarische Unterhaltung de 1827 on peut lire à propos de l'exposition de Dresde : « Ces deux petites pièces, la Cabane délabrée sous la neige et la Voute sombre sont conçues dans le même esprit et évoquent de courts épisodes des poèmes d'Ossian. »

## Exposition
Le tableau a été exposé en 1827 à l'exposition de l'École supérieure des arts décoratifs de Dresde. Le prince Jean Ier de Saxe a acquis le tableau. En 1924, il a été acquis par Hugo Salm ; depuis 1933 il était en Amérique du Sud, puis dans le marché de l'art de Berlin et ensuite détenu par un collectionneur privé. En 1960, il a été acquis par la Société de loterie de Berlin pour la Nationalgalerie.
De 1986 à 2001, le tableau était exposé dans l'aile Knobelsdorff du château de Charlottenburg dans l'ex Galerie du romantisme. Depuis la rénovation de la Alte Nationalgalerie en 2001, il y est exposé dans la salle Friedrich.

### Source de la traduction
- (de) Cet article est partiellement ou en totalité issu de l’article de Wikipédia en allemand intitulé « Verschneite Hütte » (voir la liste des auteurs).